# Linekalven
Linekalven est une île dans le landskap Sunnhordland du comté de Vestland. Elle appartient administrativement à Lindås.

## Géographie
Rocheuse et couverte d'arbres, elle s'étend sur environ 161 m de longueur pour une largeur approximative de 73 m. 